# جاوشير عادي
جاوشير عادي (الاسم العلمي:Opopanax opopanax) هو نوع غير مؤكد من النباتات يتبع جنس الجاوشير من الفصيلة الخيمية.